# Santa Maria de Palautordera (kommunhuvudort)
Santa Maria de Palautordera är en kommunhuvudort i Spanien.   Den ligger i provinsen Província de Barcelona och regionen Katalonien, i den östra delen av landet, 500 km öster om huvudstaden Madrid. Santa Maria de Palautordera ligger 224 meter över havet och antalet invånare är 7 739.
Terrängen runt Santa Maria de Palautordera är varierad. Runt Santa Maria de Palautordera är det ganska tätbefolkat, med 207 invånare per kvadratkilometer. Närmaste större samhälle är Granollers, 16,9 km sydväst om Santa Maria de Palautordera. 